# Cochlefelis danielsi
Cochlefelis danielsi és una espècie de peix de la família dels àrids i de l'ordre dels siluriformes.

## Morfologia
- Els mascles poden assolir 45 cm de longitud total.[6][7]

## Alimentació
Menja gairebé exclusivament gambes dels gèneres Macrobrachium i Caridina.

## Hàbitat
És un peix demersal i de clima tropical.

## Distribució geogràfica
Es troba a Nova Guinea.